# 東海学院大学
東海学院大学（とうかいがくいんだいがく、英語: Tokai Gakuin University）は、岐阜県各務原市那加桐野町5-68に本部を置く日本の私立大学。1961年創立、1981年大学設置。大学の略称は「TOKAI」「東学」「TGU」隣県の「東海学園大」との混同回避時「東院大」(とういんだい)が用いられる。

## 概観
東海学院大学は、1981年に設置された東海女子大学が前身であり、2007年の共学化と同時に改称された。改称以前の同大学の卒業者数は5573人である。

## 沿革
1945年設立の 岐阜高等服飾女学校を前身に、東海デザイン専門学校を経て、 1961年に神谷一三と妻みゑ子が学校法人神谷学園を設立し、 1963年に東海女子短期大学家政科として始まった。 1981年に東海女子大学を開学、 2007年に現在の名前に変更して共学化した。

### 年表
- 1945年 岐阜高等服飾女学校、開校
- 1961年 学校法人神谷学園、設立認可。初代理事長は神谷一三
- 1963年 東海女子短期大学開学
- 1981年 東海女子短期大学の姉妹校の東海女子大学開学（文学部：英米文化学科・人間関係学科）
- 1992年 文学部に美学美術史学科を増設
- 1998年 大学院を設置（文学研究科：英米文化専攻・人間文化専攻（それぞれ修士課程））
- 2000年 文学部に総合福祉学科を増設
- 2002年 文学部英米文化学科、美学美術史学科を文学部総合文化学科に、文学部人間関係学科を人間関係学部心理学科・人間関係学科に改組
- 2003年 大学院文学研究科英米文化専攻修士課程を廃止
- 2005年 大学院文学研究科人間文化専攻に人間文化コースおよび臨床心理コースを設置。文学部を総合福祉学部に名称変更。文学部総合文化学科を学生募集停止
- 2006年 人間関係学部人間関係学科を子ども学科に改組
- 2007年 東海女子大学を東海学院大学に改称、共学化。大学院文学研究科人間文化専攻修士課程を大学院人間関係学研究科臨床心理学専攻修士課程に改組
- 2008年 総合福祉学部を健康福祉学部に改組、健康福祉学部に食健康学科を増設。東海学院大学の兄弟校の東海女子短期大学を東海学院大学短期大学部に改組、共学化
- 2009年 人間関係学部子ども学科を子ども発達学科に名称変更
- 2012年 健康福祉学部食健康学科を食健康栄養学科に名称変更
- 2014年 健康福祉学部食健康栄養学科を管理栄養学科に名称変更
- 2025年 健康福祉学部管理栄養学科を医療栄養学科に名称変更予定

## 教育および研究

### 組織

#### 学部
- 人間関係学部
  - 心理学科（救急救命士養成等も）
  - こども発達学科
- 健康福祉学部
  - 総合福祉学科
  - 管理栄養学科（管理栄養士・臨床検査技師養成施設、2025年度医療栄養学科に変更）

#### 大学院
- 人間関係学研究科（修士課程）
  - 臨床心理学専攻（ 定員7名）　臨床心理士第一種指定大学院

#### 短期大学部（兄弟校）
- 東海学院大学短期大学部 - 法制上、東海学院大学（4年制の学部）と東海学院大学短期大学部は互いに4年制大学と短期大学として独立しているため、兄弟校同士である。

## 学生生活

### 部活動・クラブ活動・サークル活動
東海学院大学には、旧来の東海女子大学にあったものも含めて以下のものがある。
- 体育系：バドミントン・バレーボール・硬式テニス・ソフトテニス・ソフトボール・ホッケー・剣道ほか
- 文化系：演劇・軽音楽・ブラスバンド・学生放送・詩舞・手話ほか

### 学園祭
東海学院大学の学園祭「東海祭」は、併設の東海学院大学短期大学部と合同で実施されているの。概ね毎年10月に行われており、学園祭に引き続き「東海芸術祭」も行われる。東海女子大学だった時は「東女祭」という名称であった。

## 大学関係者と組織

### 大学関係者組織
東海学院大学同窓会は1985年に設立された。

### 大学関係者一覧
- 東海学院大学の人物一覧

## 学術交流協定
- 春川教育大学校（韓国・春川市、2008年2月13日）
- 放送大学[2]

## 公式サイト
- 東海学院大学